# Lloque Yupanqui
Lloque Yupanqui  (Quíchua: Lluq'i Yupanki, Canhoto Memorável, 1230   - 1290) foi o terceiro  Sapa Inca e governador de Cusco . Acredita-se que seu governo tenha começado por volta do ano 1260 e terminou em torno do ano 1290. Era filho de Sinchi Roca, a quem sucedeu, e de Chimpu Urma.

## Vida
Lloque Yupanqui não estava originalmente destinado a ser o sucessor do Sinchi Roca este seria seu irmão mais velho  Manco Sapaca, uma misteriosa decisão de último momento fez com que ele herdasse o trono. Arturo Gómez Alarcón afirma que  Sinchi Roca o elegeu por suas atitudes de líder e guerreiro.
Lloque Yupanqui como seu pai traçou como objetivo a expansão dos territórios do Curacado de Cusco.
Lloque Yupanqui era temido e respeitado pelo seu povo (lhe davam as costas para não ousar olharem seu rosto). Alistou um exército de 10 mil soldados e obteve obediência de quatro Ayllus (Zepita, Pomata, July e Desaguadero). No oriente submeteu os povos da Cordilheira Branca, em seu regresso foi recebido triunfalmente em Cusco. A vitória sobre os Huallas (antigos habitantes de Cusco que que foram subjugados por seu avô Manco Capac)  lhe permitiu estabelecer alianças políticas com outros Curacas da região (principalmente com o de Huaro e  o de Quilliscachi). Assim nasceu a Confederação Cusquenha da qual os Incas eram o grupo mais poderoso.
Lloque Yupanqui também conseguiu tomar as férteis terras da Região de Maras, no Vale do Urubamba dos Ayarmacas, durante seu governo, o chefe-guerreiro dos Ayarmaca morreu em combate (ao que parece o combate não foi contra los incas) e Lloque, aproveitando a situação conseguiu vencer algumas batalhas sobre eles, livrando-se assim de seus perigosos ataques por muitos anos. Durante o período de falta de direção dos Ayarmacas, Lloque se tornou aliado de algumas das cidades ayamarcas e passou a alimentar a rivalidade entre elas fracionando o Curacado dos Ayarmaca.
Quando Lloque já estava com uma idade avançada se casou com a jovem Mama Cahua, filha do Curaca de Oma (um Curacado localizado a 11 quilômetros ao sul de Cusco), um matrimonio com fins políticos,  que permitiu ampliar a rede de alianças que consolidaram os incas na região e perpetuar sua descendência.
Lloque morreu em Inticancha (atual distrito de Nicasio, Província de Lampa, Peru). Depois de sua morte foi sucedido pelo seu quarto filho: Maita Capac.
Seus descendentes formaram um ayllu real chamado Aguanin Panaca, apesar do Padre Bernabe Cobo lhe chamar Huananina e de Pedro Sarmiento de Gamboa os referir como Ahuaya.

| Precedido por Sinchi Roca | 3º Cápac Inca Dinastia Hurin Cusco (1260-1290) | Sucedido por Maita Capac |
| Precedido por Sinchi Roca | 3º Inca do Curacado de Cusco (1260-1290)       | Sucedido por Maita Capac |